# Øjeblik (Morten Nielsen)
 For alternative betydninger, se Øjeblik (flertydig). (Se også artikler, som begynder med Øjeblik)
"Øjeblik" er et dansk digt af Morten Nielsen udgivet i digtsamlingen Efterladte digte i 1945 på Athenæum.
"Øjeblik" er et lidt atypisk digt fra den ganske unge Morten Nielsen, der var aktiv i modstandsbevægelsen og omkom i den forbindelse i 1944. Nielsens digte havde ofte direkte reference til krigen og de overvejelser, man som ungt menneske havde til denne alvorlige situation, og de havde ofte blik for både fortid og fremtid. Men "Øjeblik" beskriver den lykkefølelse, der følger med forelskelsen, og har fokus på øjeblikket lige nu med fx opmærksomhed på regnen på togets vinduer.
Digtet er rimløst og opdelt i fire strofer på henholdsvis tre, fire, to og fire linjer.
Digtet er en del af lyrikantologien i Kulturkanonen fra 2006.